# Trichesthes
Trichesthes är ett släkte av skalbaggar. Trichesthes ingår i familjen Melolonthidae.

## Dottertaxa tillTrichesthes, i alfabetisk ordning[1]
- Trichesthes ambigenus
- Trichesthes amplicornis
- Trichesthes antennata
- Trichesthes apicata
- Trichesthes brevidens
- Trichesthes brevisetosa
- Trichesthes calculisternis
- Trichesthes calculiventris
- Trichesthes candelaria
- Trichesthes cartaginesa
- Trichesthes chinanteca
- Trichesthes chorotega
- Trichesthes compostela
- Trichesthes crinalis
- Trichesthes crinita
- Trichesthes enkerliniana
- Trichesthes gigantea
- Trichesthes godmani
- Trichesthes guayabillosa
- Trichesthes ilhuicaminai
- Trichesthes laeviscutata
- Trichesthes lenis
- Trichesthes lissopyge
- Trichesthes macrocerus
- Trichesthes maximus
- Trichesthes microdon
- Trichesthes misteca
- Trichesthes monteverdosa
- Trichesthes multipora
- Trichesthes porodera
- Trichesthes rubella
- Trichesthes rugipennis
- Trichesthes setidorsis
- Trichesthes setifera
- Trichesthes testaceipennis
- Trichesthes transversicollis
- Trichesthes trichia
- Trichesthes tristis
- Trichesthes vetula
- Trichesthes yucateca